# Mayo-Boneye
Mayo-Boneye er et af de fire departementer, som udgør regionen Mayo-Kebbi Est i Tchad.
10°16′00″N 15°22′00″Ø / 10.2667°N 15.3667°Ø